# Ботяров Євген Михайлович
Євген Михайлович Ботяров (рос. Евге́ний Миха́йлович Ботяро́в; 3 серпня 1935, Собінський район, Владимирська область — 14 травня 2010, Москва) — радянський і російський композитор, музичний педагог, Заслужений діяч мистецтв Російської Федерації (1995), професор, член Спілки композиторів СРСР (РФ) (1963), член Спілки кінематографістів РФ (2000).

## Біографія
Євген Михайлович народився 3 серпня 1935 року в селі Кузьмино, Собінський район, Владимирська область.
Закінчив музичне училище при Ленінградській консерваторії в 1956 році.
У 1961 році закінчив Московську консерваторію, в 1964 році — аспірантуру при консерваторії за фахом «твір» По закінченні аспірантури працював на кафедрі теорії музики в Музично-педагогічному інституті ім. Гнесіних. З 1966 — викладач у Московській консерваторії на кафедрі інструментування і читання партитур, з 1997 року завідував кафедрою.
1966—201{{к улучшению|2022-11-24}}
У 1970-1980-х був членом редакційної ради редакції видавництва «Радянський композитор».
З 1995 — член Комісії Спілки композиторів Росії з музично-естетичного виховання дітей та юнацтва. Учасник багатьох музичних фестивалів в Москві та інших містах Росії, в тому числі «Московська осінь», «Композитори Росії — дітям». У 2003 році був головою журі дитячого музичного фестивалю «Дзвінкі голоси» та «Музика — душа моя».
Автор музичних творів різних жанрів, а також навчально-методичних робіт. Велика кількість творів адресовано юним музикантам.
Написав музику до кінофільмів: «В очікуванні дива», «На златом ганку сиділи», «Ім'я», «Ванька-встанька»; до документальних фільмів: «Звільнення Білорусії», «Від Карпат на Балкани і Відень» (з кіноепопеї «Невідома війна»); а також до мультфільмів: «Казка позначається», «Рудий, рудий, веснянкуватий», «Поні бігають по колу», «Василиса Прекрасна», «Чарівне кільце», «Сонечко на нитціСонечко на нитці» і іншим. Писав музику до радіо- і телеспектакль.
Нагороджений Орденом Дружби (2003) і Орденом Пошани (2007).
Пішов з життя 14 травня 2010 року в Москві.

## Музика до кінофільмів
- 1969 — Поле, де вмирав Воронін
- 1971 — Грешневское літо
- 1975 — В очікуванні дива
- 1978 — Велика Вітчизняна
- 1986 — На златом ганку сиділи
- 1989 — Ім'я
- 1990 — Ванька-встанька

## Музика до мультфільмів
1. 1970 — Казка позначається
2. 1971 — Пісні вогненних років
3. 1971 — Рудий, рудий, веснянкуватий
4. 1972 — Хом'як-мовчун
5. 1973 — Волошка
6. 1974 — Поні бігає по колу
7. 1974 — Вершки і корінці
8. 1975 — Комаров
9. 1975 — Незвичайний друг
10. 1977 — Василіса Прекрасна
11. 1979 — Чарівне кільцеэ
12. 1983 — Жив у бабусі козел
13. 1987 — Морожени пісні
14. 1987 — Поморська бувальщина
15. 1988 — Сміх і горе у Біла моря
16. 1989 — Кострома
17. 1991 — Mister Пронька
18. 1993 — Фантазери з села Угори

## Наукові праці
- Ботяров Є. М. Навчальний курс інструментовки. Перша частина. Видавництво: Видавничий дім «Композитор», 2000[5] ISBN 5-85285-199-X
- Ботяров Є. М. Навчальний курс інструментовки. Друга частина. Видавництво: Видавничий дім «Композитор», 2003[6] ISBN 5-85285-199-X